# فولرن
فولرن (به انگلیسی: Fullerene) یکی از دگرشکل‌های عنصر کربن است؛ که از گرما دادن به گرافیت ساخته می‌شود. به جهت شباهت شکل آن به توپ فوتبال، به آن باکی بال (BuckyBall) نیز می‌گویند. فولرن خود انواع گوناگون و متعددی دارد و می‌تواند به صورت کره، بیضی‌گون، یا استوانه باشد. «کروتو» و «کرل» را به عنوان کاشفان فولرن می‌شناسند آنها در تلاش برای توجیه هسته های کربنی در ستاره های غول سرخ غنی از کربن فولرن ها را کشف کردند. در سال ۱۹۹۰ ولفگانک (به انگلیسی: Wolfgang Kratschmer) و دونالد هافمن (به انگلیسی: Donald Huffmann) و همکارانش توصیفی از نخستین روش عملی C۶۰ ارائه دادند. واژهٔ فولرن از نام «باکمینستر فولر» که طراح گنبدهای ژئودزیک بود گرفته‌شده‌است.

## فرمول فولرن‌ها
این مولکول‌های قفس مانند با فرمول‌های C۶۰ ،C۷۰ و C۷۸ شناخته شده‌اند.
فولرن از شبکه پنج‌گوشه‌ها و شش‌گوشه‌ها تشکیل شده‌است. یک فولرن برای آنکه به صورت یک شکل کروی بسته شود، باید دقیقاً ۱۲ وجه پنج گوشه داشته باشد، ولی تعداد وجه‌های شش گوشه می‌تواند به‌طور گسترده‌ای تغییر کند. ساختمان C۶۰، دارای ۲۰ وجه شش‌گوشه و C۷۰، دارای ۲۵ وجه شش‌گوشه است. هر کربن فولرن، دارای هیبرید sp2 است و با سه اتم دیگر، پیوندهای سیگما تشکیل می‌دهد.

## انواع فولرن
از زمان کشف فولرن‌ها از سال ۱۹۸۵ تاکنون، انواع مختلفی از فولرن‌ها شناسایی شده‌اند که عبارتند از:
- توپ باکی: که کوچکترین آن‌ها C۲۰ و متداول‌ترین آن‌ها C۶۰ است.
- نانولوله‌ها: لوله‌های توخالی بسیار کوچک که عملکردی عالی در صنعت الکترونیک دارند.
- مگالوله‌ها

### توپ باکی

#### فولرن باکمینستر
این ماده با فرمول C۶۰ اولین بار در سال ۱۹۸۵ توسط هارولد کروتو، جیمز هلت، شاون اٌبرین، رابرت کارل و ریچارد اسمالی در دانشگاه رایس ایالت تگزاس تهیه شد. کروتو، کارل و اسمالی در سال ۱۹۹۶ برای کشف فولرن باکمینستر و دسته‌بندی اطلاعات دربارهٔ آن جایزه نوبل شیمی را دریافت کردند. به افتخار باکمینستر فولر، سازندهٔ گنبد ژئودزیک نام این مادهٔ شیمیایی را فولرن باک‌مینستر گذاشتند؛ از آن جهت که ساختار این مولکول شباهت زیادی به گنبد ژئودزیک دارد..

### نانولوله‌ها
نانولوله‌های کربنی که از صفحات کربن به ضخامت یک اتم و به شکل استوانه‌ای توخالی ساخته شده‌است در سال ۱۹۹۱ توسط سامیو ایجیما کشف شد. خواص ویژه و منحصر به فرد آن از جمله مدول یانگ بالا و استحکام کششی خوب از یک طرف و طبیعت کربنی بودن نانولوله‌ها (به خاطر این که کربن ماده‌ای است کم وزن، بسیار پایدار و ساده جهت انجام فرایندها که نسبت به فلزات برای تولید ارزان‌تر می‌باشد) باعث شده که در دهه گذشته شاهد تحقیقات مهمی در کارایی و پرباری روش‌های رشد نانولوله‌ها باشد.

## خواص فولرن
فولرن C۶۰، دارای خواص جالب بیولوژیکی است. مانند متوقف کردن ویروس اچ‌آی‌وی، شکستن دی‌ان‌ای به شیوهٔ فوتونی، حفاظت عصبی و …

## مزایا و معایب فولرن
کم‌حلال بودن فولرن‌ها در سیالات، کاربرد این مواد را به عنوان مواد مؤثر دارویی محدود می‌کند؛ ولی اندازه آب‌گریزی، سه بعدی بودن و خواص الکترونی آن باعث کنار نگذاشتن آن به عنوان دارو می‌شود. به عنوان مثال، شکل کروی آن‌ها باعث ایجاد توانایی و قرار گرفتن مولکول‌های فولرن در محلول‌های آب‌گریز آنزیم‌ها یا سلول‌ها می‌شود و این عمل، باعث ایجاد خواص دارویی جالب می‌گردد.